# Lotus Excel

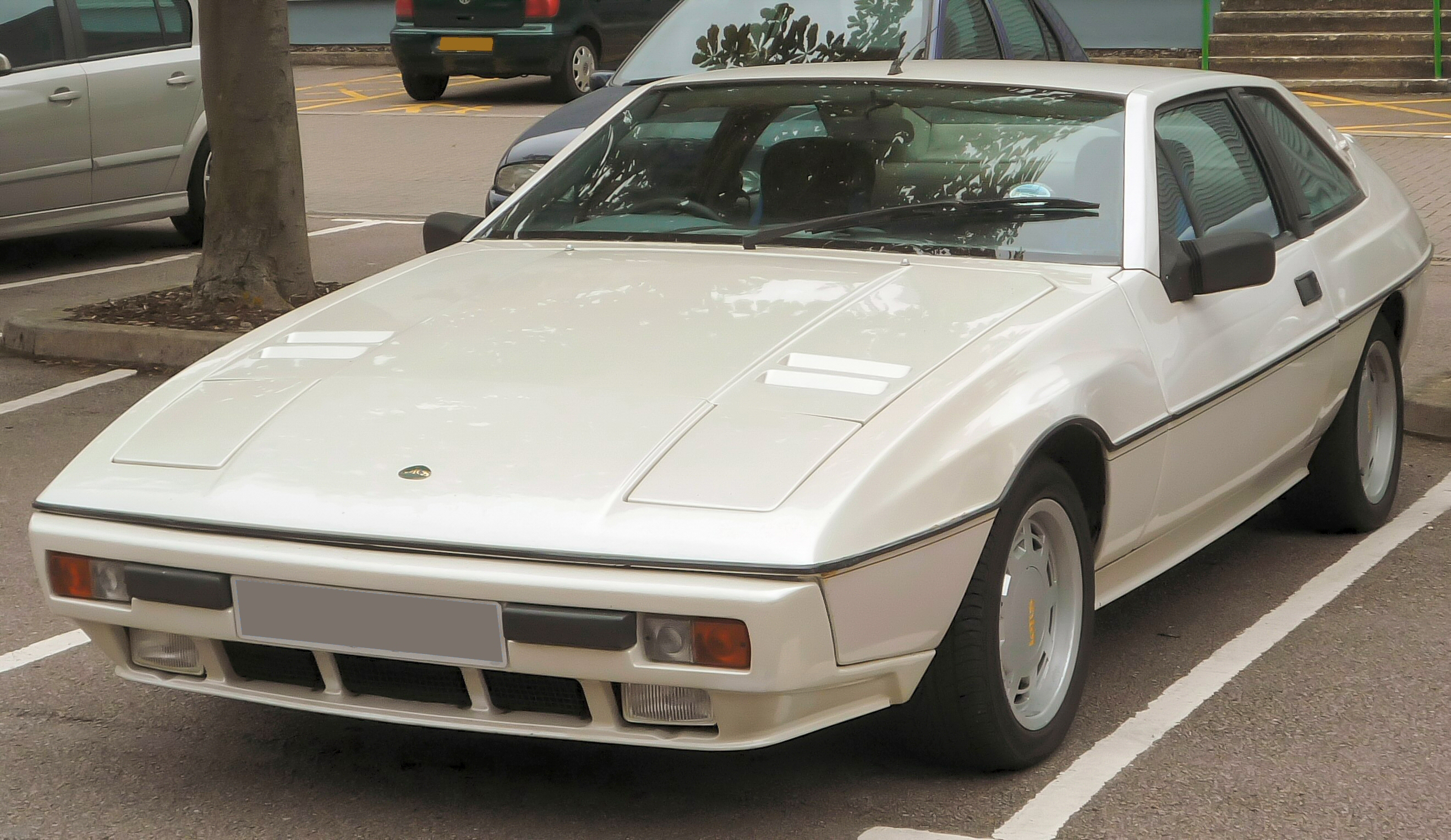
Lotus Excel 1985

Lotus Excel, sportbil tillverkad av Lotus åren 1982 till 1992 är en bakhjulsdriven bil med frontmonterad motor baserad på Lotus Eclat.
- Wikimedia Commons har media som rör Lotus Excel.